# Campestrinho (Divinolândia)
Campestrinho é um distrito do município brasileiro de Divinolândia, no interior do estado de São Paulo.

## História

### Formação administrativa
- Distrito criado pela Lei n° 5.285 de 18/02/1959, com sede no povoado de igual nome e com território desmembrado do distrito da sede do município de Divinolândia[3][4].

## Geografia

### Demografia

#### População urbana
| Crescimento população urbana | Crescimento população urbana | Crescimento população urbana | Crescimento população urbana |
| Censo                        | Pop.                         |                              | %±                           |
| ---------------------------- | ---------------------------- | ---------------------------- | ---------------------------- |
| 1970                         | 810                          |                              | —                            |
| 1980                         | 787                          |                              | −2,8%                        |
| 1991                         | 1 124                        |                              | 42,8%                        |
| 2000                         | 1 164                        |                              | 3,6%                         |
| 2010                         | 1 105                        |                              | −5,1%                        |
| Fonte: IBGE e Fundação SEADE |                              |                              |                              |

#### População total
Pelo Censo 2010 (IBGE) a população total do distrito era de 1 754 habitantes.

### Área territorial
A área territorial do distrito é de 42,907 km².

### Rodovias
O principal acesso ao distrito é a estrada vicinal Divinolândia - Poços de Caldas.

## Serviços públicos

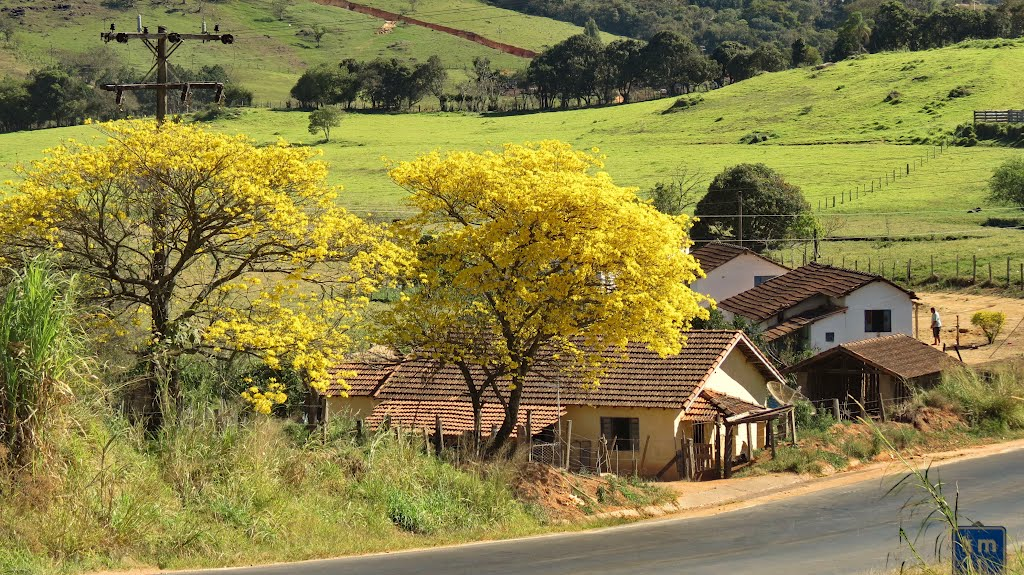
Entrada do distrito.

### Registro civil
Atualmente é feito na sede do município, pois o Cartório de Registro Civil das Pessoas Naturais do distrito foi extinto pela Resolução nº 1 de 29/12/1971 do Tribunal de Justiça do Estado de São Paulo, e seu acervo foi recolhido ao cartório do distrito sede.

### Saneamento
O serviço de abastecimento de água é feito pela Companhia de Saneamento Básico do Estado de São Paulo (SABESP).

### Energia
A responsável pelo abastecimento de energia elétrica é a CPFL Santa Cruz (antiga CPFL Leste Paulista), distribuidora do grupo CPFL Energia.

### Telecomunicações
O distrito era atendido pela Telecomunicações de São Paulo (TELESP), que inaugurou a central telefônica utilizada até os dias atuais. Em 1998 esta empresa foi vendida para a Telefônica, que em 2012 adotou a marca Vivo para suas operações.

## Religião
O Cristianismo se faz presente no distrito da seguinte forma:

### Igreja Católica
- A igreja faz parte da Diocese de São João da Boa Vista[16].

### Igrejas Evangélicas
- Congregação Cristã no Brasil[17].